# 约翰·罗素·欣德

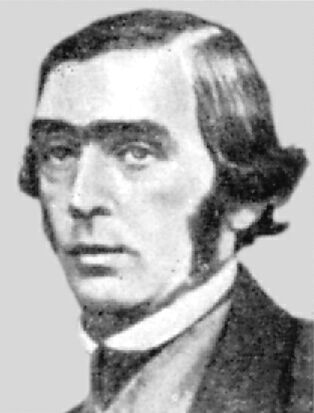
约翰·罗素·欣德

约翰·罗素·欣德（英語：John Russell Hind，1823年5月12日—1895年12月23日），英国天文学家。

## 生平
1823年5月12日出生于英国诺丁汉。欣德在乔治·比德尔·艾里主持下的皇家格林尼治天文台开始了其职业生涯，随后接替威廉·拉特·道斯担任乔治主教私人天文台的主管。
1853年至1891年之间，欣德担任航海天文曆的负责人。
他於1863年6月被選為英國皇家學會會員，並於1880年當選為英國皇家天文學會主席。
1895年12月23日，他逝世于英国伦敦。

## 奖项和荣誉
1853年，欣德获得英國皇家天文學會金質獎章。为了纪念欣德，月球上的一处环形山被命名为欣德环形山，同时小行星1897也以他的名字命名。

## 貢獻
| 小行星7  | 1847年8月13日  |
| 小行星8  | 1847年10月18日 |
| 小行星12 | 1850年9月13日  |
| 小行星14 | 1851年5月19日  |
| 小行星18 | 1852年6月24日  |
| 小行星19 | 1852年8月22日  |
| 小行星22 | 1852年11月16日 |
| 小行星23 | 1852年12月15日 |
| 小行星27 | 1853年11月8日  |
| 小行星30 | 1854年7月22日  |